# Рождество Богородицы (Мурильо)
«Рождество Богородицы» (исп. El nacimiento de la Virgen) — картина испанского художника Бартоломе Эстебана Мурильо, написанная в 1661 году. Полотно находится в музее Лувра в Париже.

## История
Полотно «Рождество Богородицы» было написано Бартоломе Эстебаном Мурильо для Севильского кафедрального собора. Во время французской оккупации Севильи в период наполеоновских войн картина вместе с другой картиной Мурильо «Непорочное Зачатие», а также множеством других произведений искусства была реквизирована французскими войсками маршала Никола Жана де Дьё Сульта. Первоначально французы намеревались забрать его же картину «Видение святого Антония Падуанского», но городской совет предложил обменять её на «Рождество Богородицы», в результате чего она была отдана французам, а «Видение св. Антония Падуанского» осталась  в часовне святого Антуана. В 1813 году оказалась в Париже в коллекции Сульта. С 1858 года картина находится в Лувре.

## Описание
Это одно из наиболее значительных произведений в творчестве Мурильо. В её основе лежат особенности повседневной жизни Андалусии того времени. Кроме присутствия ангелов и ореола Девы Марии, ничто не указывает, что это картина религиозной тематики. Фигура рождённой Девы Марии находится в центре композиции на руках нескольких женщин и излучает свет, который освещает всю сцену. В тусклом свете показана святая Анна в постели, а рядом святой Иоаким.
Игра света, которую использует Мурильо, напоминает работы Рембрандта, которыми художник, возможно, восхищался в частных коллекциях.